# 브라이언 톰슨 피살 사건
2021년부터 유나이티드헬스케어의 CEO를 맡아온 브라이언 톰슨이 2024년 12월 4일 뉴욕시 맨해튼의 뉴욕 힐튼 미드타운 호텔 입구에서 총격을 받아 사망했다. 그는 유나이티드헬스케어의 모회사인 유나이티드헬스그룹의 연례 투자자 회의에 참석하기 위해 뉴욕을 방문했다. 당국은 이번 공격이 무작위가 아닌 암살로 보고 수사를 진행 중이다. 톰슨은 유나이티드헬스케어의 보험금 청구 거절과 관련해 비판을 받아왔으며, 가족들에 따르면 과거에 살해 위협을 받은 적이 있다고 한다. 총격 사건은 이른 아침에 발생했으며, 마스크를 쓴 백인 남성으로 추정되는 용의자는 현장에서 도주했다.
톰슨의 죽음에 대해 많은 미국인들이 그와 유나이티드헬스 그룹, 나아가 미국의 의료 체계에 대한 경멸과 조롱을 표현했다. 일부에서는 이번 살인이 정당하거나 마땅한 것이었다고 평가했는데, 이러한 반응은 유나이티드헬스와 미국 의료보험 산업 전반의 사업 관행, 특히 고객들의 보험 적용을 거부하는 전략에 대한 분노와 관련이 있다. 특히 톰슨의 죽음은 의료 서비스를 거부당해 피해를 입거나 사망한 고객들의 사례와 비교되었다. 한편으로는 톰슨의 죽음을 규탄하고 공식적인 애도를 표하는 움직임도 있었다. 톰슨의 가족들은 그의 죽음 이후 여러 소셜 미디어에서 괴롭힘과 스토킹을 당했으며, 개인정보 유출과 폭력적인 협박에 시달렸다.
용의자로 지목된 루이지 맨지오니가 12월 9일 체포되어 조사를 받고 있다. 맨지오니는 선언문과 다수의 위조 신분증, 미국 여권, 그리고 이번 공격에 사용된 것과 일치하는 3D 프린터로 제작된 총기와 소음기를 소지하고 있었다. 맨지오니는 이후 브라이언 톰슨 살인 혐의로 기소되었다. 현지 경찰 고위 관계자에 따르면, 선언문에는 의료 기업들이 환자 치료보다 이윤을 우선시한다는 비판이 담겨 있다고 한다.

## 배경

### 톰슨과 유나이티드헬스케어
톰슨은 2021년 4월부터 사망 시점까지 유나이티드헬스 그룹의 보험 부문인 유나이티드헬스케어의 최고경영자(CEO)를 역임했다. 그의 아내 폴렛은 NBC 뉴스와의 인터뷰에서 남편이 위협을 받아왔으며 그 이유가 "보험 보장 거부" 때문이었을 것이라고 의심된다고 말했다.
톰슨의 사망 이후, 그와 다른 임원들이 내부자 거래 혐의로 소송에 직면해 있었다는 사실이 보도되었다. 주주들에게 공개되지 않은 연방 조사가 진행되는 동안 수백만 달러 규모의 주식을 매각했다는 혐의였다. 유나이티드헬스는 2023년 10월부터 법무부의 조사를 받고 있었으며, 톰슨을 포함한 내부자들은 주가 하락 전에 1억 2천만 달러 상당의 개인 보유 유나이티드헬스 주식을 매각할 수 있었다.

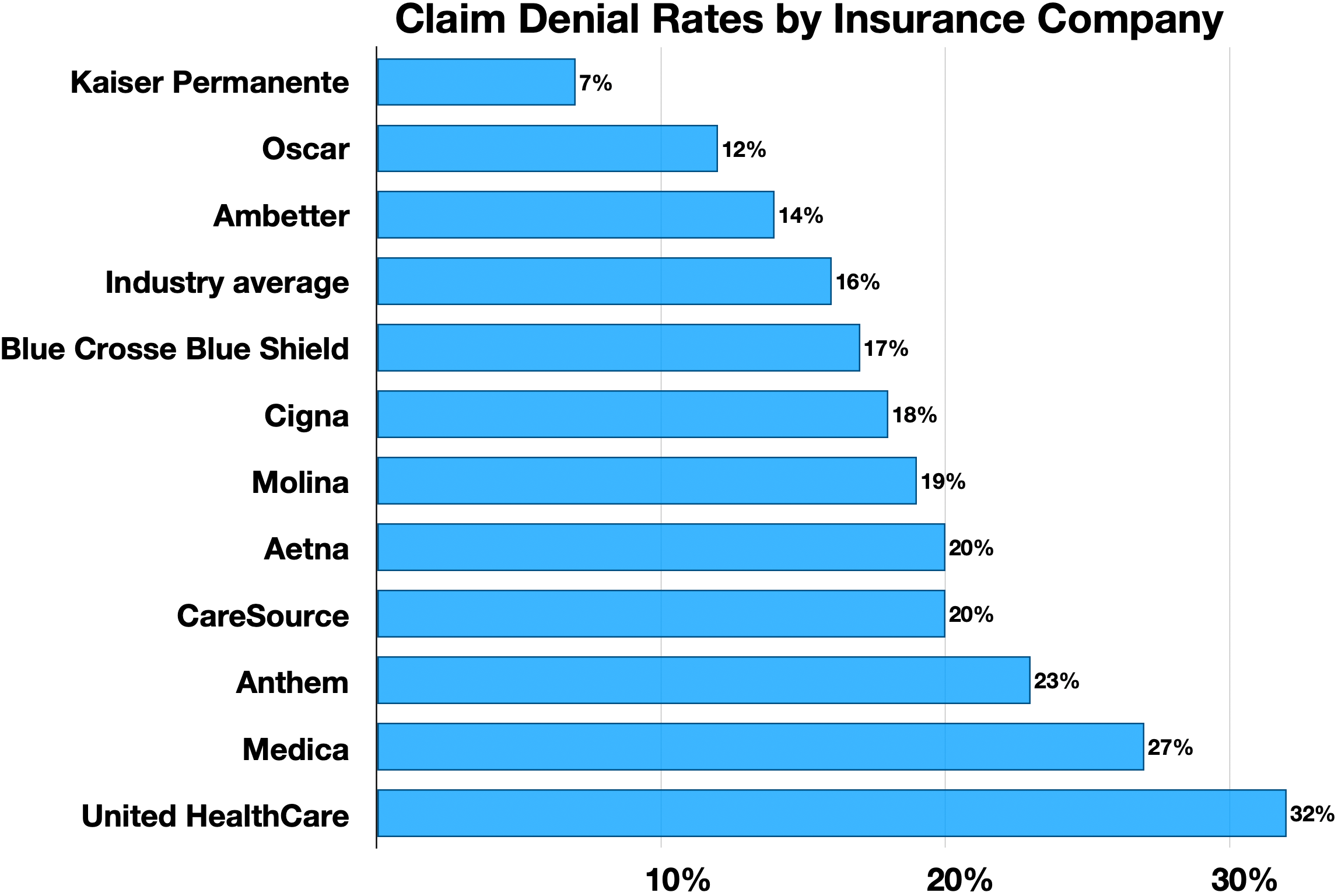
2024년 12월 5일 기준 보험사별 보험금 청구 거부율

유나이티드헬스케어는 4,900만 명의 미국인들에게 보험을 제공하고 있으며, 2023 회계연도 매출은 2,810억 달러였다. 2021년, 톰슨은 유나이티드헬스케어가 응급실 방문 중 비응급으로 판단되는 경우에 대한 지급을 거부하기로 한 계획과 관련해 미국 병원 협회의 공개서한을 통해 비판을 받았다. 유나이티드헬스케어는 보험금 청구 처리 방식으로 인해 광범위한 비판을 받아왔다. 2024년 10월 미국 상원 국토안보위원회 상설조사소위원회의 보고서에 따르면 유나이티드헬스케어를 포함한 보험사들이 메디케어 어드밴티지 환자들에 대한 사전 승인 거부를 급증시킨 것으로 나타났다.

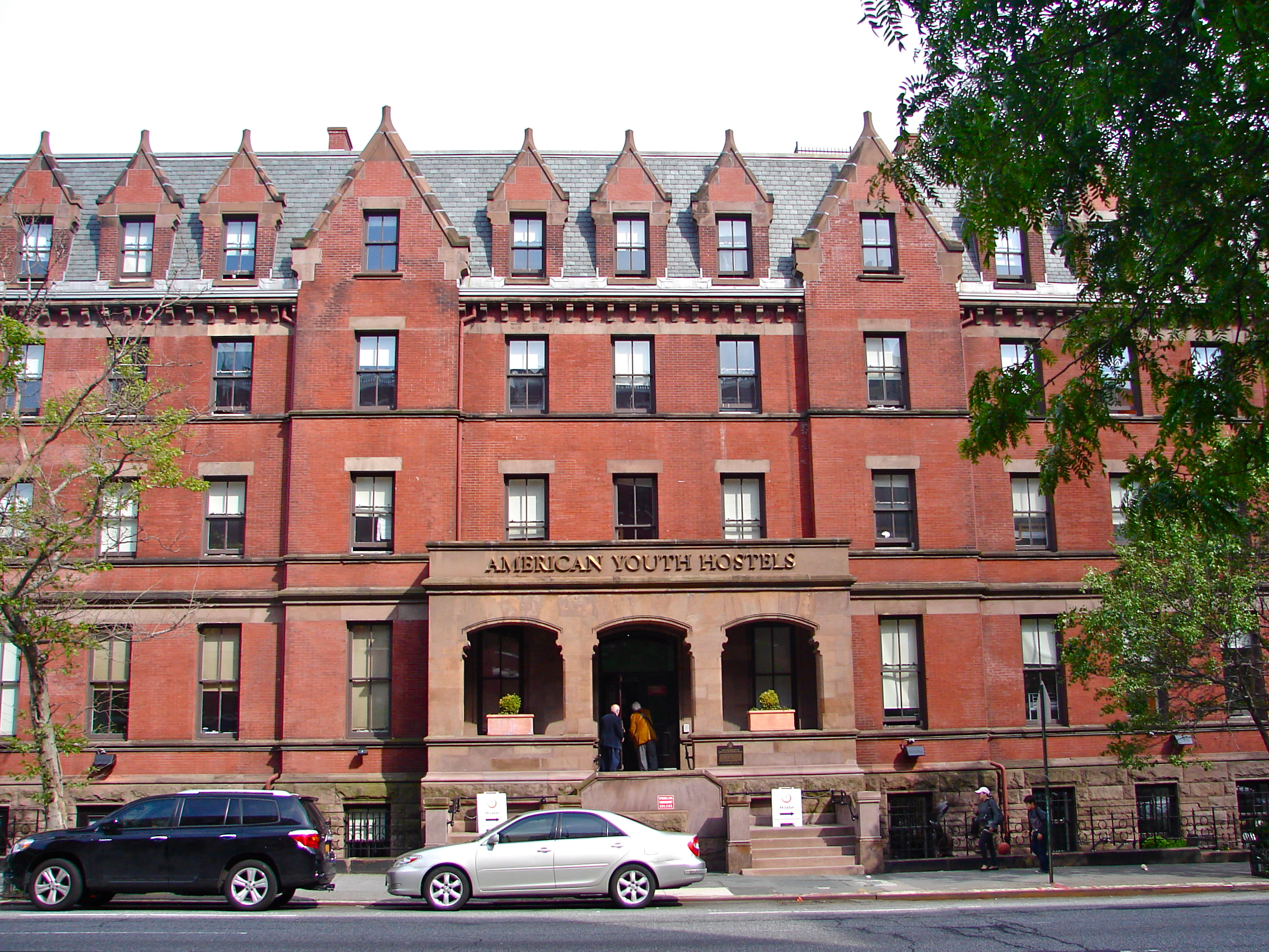
용의자가 그레이하운드 버스를 타고 뉴욕시에 도착한 후 머물렀던 호스텔.

또한 톰슨의 경영 하에서 유나이티드헬스케어는 인공지능(AI)을 도입해 보험금 청구 거부를 자동화했고, 이로 인해 환자들이 필요한 의료 서비스를 받지 못하게 되었다. 2020년부터 2022년 사이에 급성기 후 치료 청구의 거부율은 두 배 이상 증가했다. 2023년 11월 유나이티드헬스 그룹을 상대로 제기된 집단소송에서는 회사가 90%의 오류율을 보이는 AI 모델을 알면서도 사용했다고 주장했다. 2024년 9월에는 유나이티드헬스 그룹의 자회사이자 약국 서비스 제공업체인 옵텀의 미네소타주 이든 프레리 본사 앞에서 시위가 열렸는데, 시위대는 옵텀의 사업 관행이 약값을 부풀리고 독립 약국들을 폐업으로 몰아간다고 주장했다.

### 용의자의 사전 준비
용의자는 11월 24일 그레이하운드 버스를 타고 뉴욕시에 도착했다. 버스 노선은 조지아주 애틀랜타에서 시작되었지만, 당국은 그가 어느 도시나 마을에서 탑승했는지 파악하지 못했다. 그는 11월 24일 가짜 뉴저지 신분증을 사용해 맨해튼 어퍼 웨스트 사이드의 HI 뉴욕시티 호스텔에 체크인했으며 현금으로 결제했다. 그는 뉴욕시에 머문 10일 중 하루를 제외하고 모두 이 호스텔에서 지냈으며, 12월 3일에 체크아웃했다.

## 살인

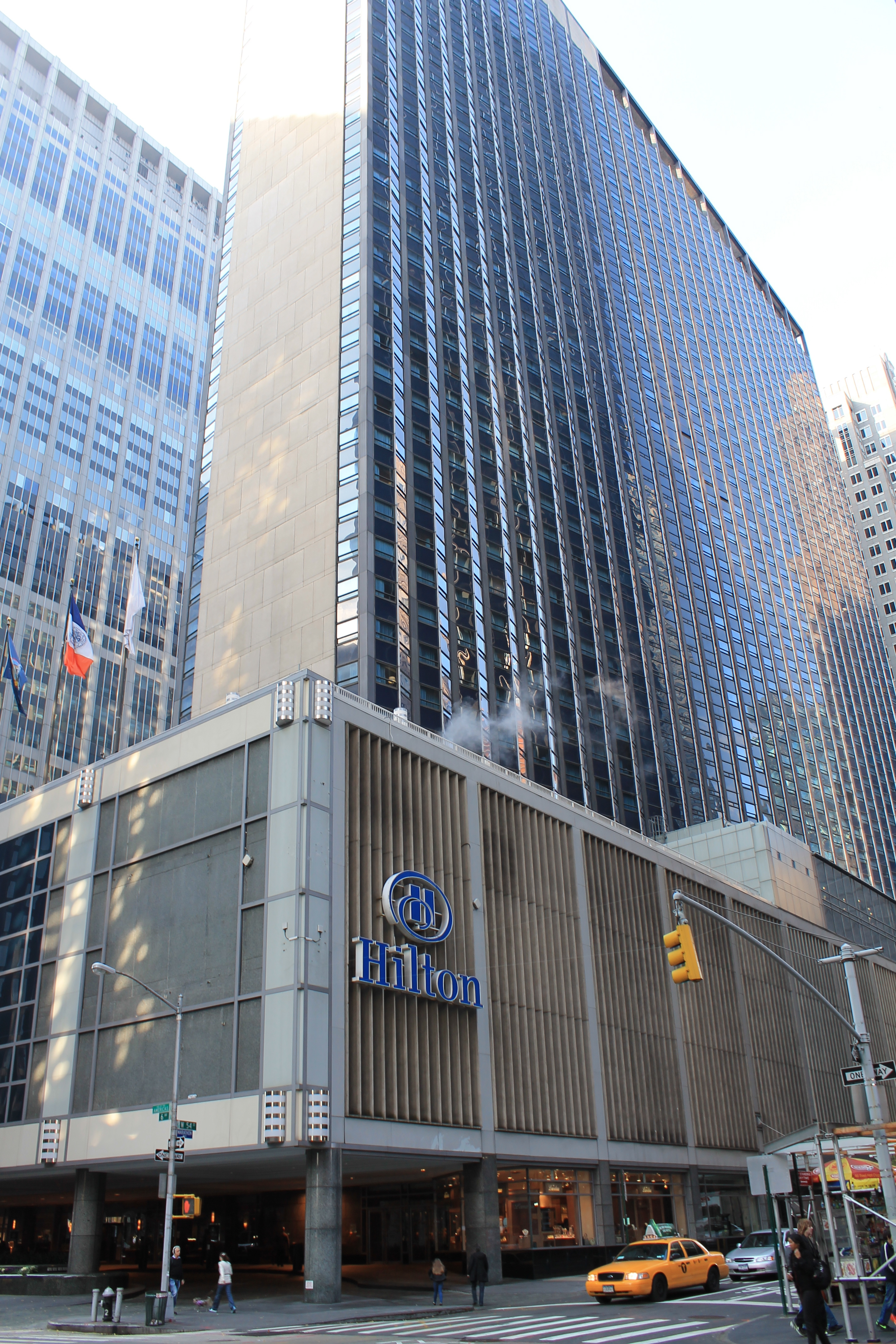
2012년의 뉴욕 힐튼 미드타운. 오른쪽이 54번가.

톰슨은 유나이티드헬스 그룹의 연례 투자자 회의 참석을 위해 12월 2일 뉴욕시에 도착했다. 2024년 12월 4일 오전 6시 45분경(동부 표준시), 톰슨이 회의가 열리는 뉴욕 힐튼 미드타운 호텔을 향해 웨스트 54번가를 걸어가고 있었다. 연한 갈색이나 크림색 후드를 입은 범인은 호텔 밖에서 수 분간 기다리고 있었다. 톰슨이 입구에 도착했을 때 약 6미터(20피트) 거리에서 범인은 소음기가 장착된 9밀리미터 권총으로 최소 두 발을 발사했고, 총알은 그의 등과 오른쪽 종아리에 명중했다.
살인 현장을 촬영한 폐쇄회로 텔레비전 영상에서 범인이 매 발사 후 수동으로 총기를 조작하는 모습이 포착되었는데, 이를 본 관찰자들은 그의 무기가 제대로 작동하지 않는 반자동 권총이었을 것이라고 추측했다. 12월 9일, 주 경찰은 맨지오니의 가방에서 영상에서 관찰된 무기와 일치하는 것으로 보이는 3D 프린터로 제작된 권총과 소음기를 발견했다.

범인은 전동자전거를 타고 현장을 도주했다. 경찰에 따르면 그는 조지 워싱턴 브리지 버스 터미널을 통해 도시를 빠져나갔다. 톰슨은 마운트 시나이 웨스트 병원으로 이송되었으나 오전 7시 12분에 사망 선고를 받았다.

### 타임라인
| 시간대(동부 표준시)       | 사건 | Ref.                 |
| ------------------------- | --- | -------------------- |
| 11월 24일 오후 10시 11분  | 용의자가 조지아 주 애틀랜타에서 출발해 최대 7번의 정차를 거친 그레이하운드 버스를 타고 뉴욕시에 도착                                                                                   | [ 34 ]               |
| 11월 24일                 | 용의자가 맨해튼 어퍼 웨스트 사이드의 HI 뉴욕시티 호스텔에 체크인 | [ 37 ]               |
| 11월 24일                 | 뉴욕 힐튼 미드타운 호텔을 정찰 | [ 37 ]               |
| 11월 29일                 | 용의자가 HI 뉴욕시티 호스텔에서 체크아웃 | [ 17 ]               |
| 11월 30일                 | 용의자가 HI 뉴욕시티 호스텔에 재체크인 | [ 17 ]               |
| 12월 4일 오전 5시 30분    | 용의자가 자전거를 타고 호스텔을 떠난 것으로 추정됨 | [ 34 ]               |
| 12월 4일 오전 6시 15분    | 용의자가 57번가 F 전철역을 나서는 모습이 포착됨 | [ 38 ]               |
| 12월 4일 오전 6시 17분    | 용의자가 뉴욕 힐튼 미드타운 호텔에서 두 블록 떨어진 스타벅스 카페에서 커피, 물, 그래놀라 바를 구매하고 커피컵과 물병을 버림                                                            | [ 38 ] [ 39 ] [ 27 ] |
| 12월 4일 오전 6시 30분    | 감시 카메라가 통화하며 걷고 있는 용의자를 포착 | [ 22 ]               |
| 12월 4일 오전 약 6시 39분 | 용의자가 뉴욕 힐튼 미드타운 호텔 앞에 도착해 수 분간 대기 | [ 27 ] [ 39 ]        |
| 12월 4일 오전 약 6시 40분 | 톰슨이 전날 밤 묵었던 매리엇 호텔을 떠나 뉴욕 힐튼 미드타운 호텔로 향함 | [ 25 ]               |
| 12월 4일 오전 6시 44분    | 톰슨이 뉴욕 힐튼 미드타운 호텔을 향해 인도를 걷던 중 범인이 여러 발의 총격을 가함. 총기가 작동되지 않는 것처럼 보여 매번 수동으로 조작함. 범인은 즉시 보행자 도로를 통해 북쪽으로 도주 | [ 27 ] [ 40 ]        |
| 12월 4일 오전 6시 46분    | 총격을 당한 사람이 있다는 911 신고가 접수됨 | [ 27 ]               |
| 12월 4일 오전 6시 48분    | 경찰관들이 현장에 도착해 등과 다리에 여러 발의 총상을 입은 톰슨을 발견하고 병원으로 이송. 범인은 전동자전거를 타고 센트럴 파크 북쪽으로 향하는 모습이 목격됨                           | [ 27 ] [ 38 ]        |
| 12월 4일 오전 6시 59분    | 용의자로 보이는 인물이 웨스트 85번가에서 자전거를 타고 있는 모습이 목격됨 | [ 25 ]               |
| 12월 4일 오전 7시 04분    | 용의자가 86번가와 암스테르담 애비뉴에서 북쪽으로 향하는 택시에 탑승 | [ 34 ]               |
| 12월 4일 오전 7시 12분    | 톰슨이 마운트 시나이 병원에서 사망 선고를 받음 | [ 27 ]               |
| 12월 4일 오전 7시 30분    | 용의자가 조지 워싱턴 브리지 버스 터미널에 도착 | [ 34 ]               |
| 12월 4일 오전 8시 00분    | 유나이티드헬스 그룹 투자자 회의 시작 | [ 36 ]               |
| 12월 4일 오전 9시 00분    | 유나이티드헬스 그룹 CEO 앤드류 위티가 나머지 투자자 회의를 취소 | [ 41 ]               |